# On2 Technologies
On2 Technologies，是美國一家視訊壓縮科技公司，前身是The Duck Corporation，以開發TrueMotion S、TrueMotion 2、VP3、VP4、VP5、VP6、VP7以及VP8等產品聞名。2009年8月，Google以1億650萬美元收購On2，每股On2股票可換60美分等值Google股票。

## 历史
1995 年，The Duck Corporation 从 Edelson Technology Partners 筹集了 150 万美元的风险投资。
1999 年，The Duck Corporation 与美国证券交易所上市公司 Applied Capital Funding, Inc. 合并。合并后的实体首先更名为 On2.Com，然后更名为 On2 Technologies，在美国证券交易所以 ONT 的名义交易。ONT 的价格达到每股 40 美元多一点的峰值，短暂地使该公司的市值超过 10 亿美元。

## 外部連結
- On2 Technologies（页面存档备份，存于）